# Carroll (Familienname)
Carroll ist ein Familienname.

## Namensträger

### A
- Adam Carroll (* 1982), britischer Rennfahrer
- Adam Carroll (Countrymusiker) (* 1975), US-amerikanischer Musiker und Songwriter
- Ahmad Carroll (* 1983), US-amerikanischer American-Football-Spieler
- Aileen Carroll (* 1944), kanadische Politikerin
- Alison Carroll (* 1985), britische Turnerin, Schauspielerin, Filmproduzentin und Model
- Andy Carroll (* 1989), englischer Fußballspieler
- Anna Carroll (1815–1894), US-amerikanische Politikerin, Publizistin und Lobbyistin
- Austin Carroll (* 1987), US-amerikanischer Radrennfahrer
- Avital Carroll (* 1996), österreichisch-amerikanische Freestyle-Skiläuferin

### B
- Baikida Carroll (* 1947), US-amerikanischer Jazztrompeter und Komponist
- Barbara Carroll (1925–2017), US-amerikanische Jazz-Pianistin
- Beeson Carroll (1934–2018), US-amerikanischer Schauspieler
- Beryl F. Carroll (1860–1939), US-amerikanischer Politiker
- Billy Carroll (* 1959), kanadischer Eishockeyspieler
- Bob Carroll (Sänger) (Robert Carroll; 1918–1994), US-amerikanischer Sänger und Schauspieler
- Bob Carroll Jr. (Robert Gordon Carroll; 1918–2007), US-amerikanischer Drehbuchautor
- Bobby Carroll (1938–2016), schottischer Fußballspieler
- Brian Carroll (* 1981), US-amerikanischer Fußballspieler

### C
- Charles Carroll (1737–1832), US-amerikanischer Politiker, Unterzeichner der Unabhängigkeitserklärung
- Charles Carroll (Jurist) (1723–1783), US-amerikanischer Politiker, Delegierter zum Kontinentalkongress
- Charles Carroll (Schauspieler) (* 1952), US-amerikanischer Schauspieler
- Charles H. Carroll (1794–1865), US-amerikanischer Politiker
- Coleman Francis Carroll (1905–1977), US-amerikanischer Geistlicher, Erzbischof von Miami
- Cynthia Carroll (* 1957), US-amerikanische Geschäftsfrau

### D
- Dan Carroll (Rugbyspieler) (1887–1956), australisch-amerikanischer Rugby-Union-Spieler
- Dan Carroll (Eisschnellläufer) (* 1949), US-amerikanischer Eisschnellläufer
- Dana Carroll (* 1943), US-amerikanischer Molekularbiologe und Biochemiker
- Daniel Carroll (Politiker) (1730–1796), US-amerikanischer Politiker, Unterzeichner der Unabhängigkeitserklärung
- Daniel Patrick Carroll (1927–2009), irischer Unterhaltungs- und Travestiekünstler,
- David Carroll (Musiker) (1913–2008), US-amerikanischer Musiker, Dirigent und Arrangeur
- David Carroll (Autor) (* 1942), US-amerikanischer Autor und Illustrator
- David Carroll (Fußballspieler) (* 1966), englischer Fußballspieler
- David Williamson Carroll (1816–1905), US-amerikanischer Jurist und Politiker
- DeMarre Carroll (* 1986), US-amerikanischer Basketballspieler
- Diahann Carroll (1935–2019), US-amerikanische Schauspielerin und Sängerin
- Dina Carroll (* 1968), britische Sängerin
- Donald Martin Carroll (1909–2002), US-amerikanischer Geistlicher, ernannter Bischof von Rockford

### E
- E. Jean Carroll (Elizabeth Jean Carroll; * 1943), US-amerikanische Journalistin und Autorin
- Earl Carroll (1937–2012), US-amerikanischer Sänger
- Emily Carroll (* 1983), kanadische Comiczeichnerin und Illustratorin
- Erin Carroll (* 1986), australische Badmintonspielerin

### F
- Francis Carroll (Bischof, 1912) (1912–1980), irischer Geistlicher, Apostolischen Vikar von Monrovia
- Francis Patrick Carroll (Bischof, 1890) (1890–1967), kanadischer Geistlicher, Bischof von Calgary
- Francis Patrick Carroll (Bischof, 1930) (1930–2024), australischer Geistlicher, Erzbischof von Canberra-Goulburn
- Frank Carroll (1939–2024), US-amerikanischer Eiskunstläufer und Eiskunstlauftrainer
- Frank G. Carroll (* 1928), italienischer Regisseur, siehe Gianfranco Baldanello
- Fred Carroll (1963–2022), deutsch-kanadischer Eishockeyspieler und -trainer

### G
- Gerry Carroll (* 1987), nordirischer Politiker der People Before Profit Alliance (PBPA)
- Gordon Carroll (1928–2005), US-amerikanischer Filmproduzent
- Greg Carroll (* 1956), kanadischer Eishockeyspieler

### H
- Helena Carroll (1928–2013), US-amerikanische Schauspielerin
- Henry Carroll (Politiker) (* 1937), kanadischer Politiker
- Henry George Carroll (1865–1939), kanadischer Politiker
- Howard Joseph Carroll (1902–1960), US-amerikanischer Geistlicher, Bischof von Altoona-Johnstown

### J
- Jack Carroll (1930–1997), kanadischer Sprinter
- Jake Carroll (* 1991), irischer Fußballspieler
- James Carroll (Politiker, 1791) (1791–1873), US-amerikanischer Politiker
- James Carroll (Politiker, 1857) (1857–1926), neuseeländischer Politiker
- James Carroll (Politiker, 1913) (1913–1973), irischer Politiker
- James Carroll (Schriftsteller) (* 1943), US-amerikanischer Schriftsteller
- James Carroll (Politiker, 1983) (* 1983), irischer Politiker
- James Carroll (Pokerspieler) (* 1986), US-amerikanischer Pokerspieler
- James Patrick Carroll (1908–1995), australischer Geistlicher
- Janet Carroll (1940–2012), US-amerikanische Schauspielerin und Sängerin
- Jason Michael Carroll (* 1978), US-amerikanischer Countrymusiker
- Jaycee Carroll (* 1983), US-amerikanischer Basketballspieler
- Jean Carroll (Schauspielerin) (1911–2010), US-amerikanische Schauspielerin, Komikerin und Tänzerin
- Jean Furella Carroll (1920–1969), US-amerikanische Zirkusartistin und Tattoo-Künstlerin
- E. Jean Carroll (* 1943), US-amerikanische Journalistin und Autorin
- Jeanne Carroll (1931–2011), US-amerikanische Sängerin
- Jennifer Carroll (* 1959), US-amerikanische Politikerin
- Jennifer Carroll MacNeill (* 1980), irische Politikerin
- Jim Carroll (1949–2009), US-amerikanischer Schriftsteller und Musiker
- Joan Carroll (1931–2016), US-amerikanische Schauspielerin
- Joe Carroll (1919–1981), US-amerikanischer Jazzsänger
- Joe Barry Carroll (* 1958), US-amerikanischer Basketballspieler
- John Carroll (Bischof) (1735–1815), US-amerikanischer Bischof
- John Carroll (Bischof, 1838) (1838–1897), englischer römisch-katholischer Bischof
- John Carroll (Rugbyspieler) (1934–1998), australischer Rugby-Union-Spieler
- John Carroll (Schauspieler) (1906–1979), US-amerikanischer Schauspieler
- John A. Carroll (1901–1983), US-amerikanischer Politiker
- John B. Carroll (1916–2003), amerikanischer Psychologe, Psycholinguist und Intelligenzforscher
- John F. Carroll (1932–1969), drittgrößter Mensch in der Medizingeschichte
- John Joseph Carroll (1865–1949), australischer römisch-katholischer Bischof
- John Lee Carroll (1830–1911), US-amerikanischer Politiker
- John M. Carroll (Politiker) (1823–1901), US-amerikanischer Politiker
- John M. Carroll (Informatiker) (* 1950), US-amerikanischer Informatiker
- John S. Carroll (1942–2015), US-amerikanischer Journalist
- John Stanley Carroll (* 1929), US-amerikanischer Politiker
- John Wesley Carroll (1892–1959), US-amerikanischer Maler und Lithograph
- Jonathan Carroll (* 1949), US-amerikanischer Schriftsteller
- Johnny Carroll (1937–1995), US-amerikanischer Rockabillysänger
- Joseph Carroll (Fußballspieler), englischer Fußballspieler
- Joseph Carroll (General) (Joseph Francis Carroll; 1910–1991), US-amerikanischer General und Geheimdienstmitarbeiter
- Joseph Carroll (Literaturwissenschaftler) (* 1949), US-amerikanischer Literaturwissenschaftler
- Joseph Carroll (Weihbischof) (1912–1992), irischer Geistlicher, Weihbischof in Dublin
- Julian Carroll (1931–2023), US-amerikanischer Politiker
- Julian Carroll (Schwimmer) (* 1942), australischer Schwimmer

### K
- Kim Carroll (* 1987), australische Fußballspielerin

### L
- Lawrence Carroll (1954–2019), US-amerikanischer Maler und Objektkünstler
- Lee Carroll, US-amerikanischer Esoteriker
- Leo G. Carroll (1886–1972), englischer Schauspieler
- Leo McHugh Carroll (* 2000), US-amerikanischer Schauspieler
- Lewis Carroll (1832–1898), britischer Schriftsteller, Mathematiker und Fotograf
- Liane Carroll (* 1964), britische Jazzsängerin und Pianistin
- Luke Carroll (Filmproduzent), Filmproduzent
- Luke Carroll (Schauspieler), australischer Schauspieler

### M
- Madeleine Carroll (1906–1987), britische Schauspielerin
- Madeline Carroll (* 1996), US-amerikanische Schauspielerin
- Mark Carroll (* 1972), irischer Langstreckenläufer
- Mark Kenny Carroll (1896–1985), US-amerikanischer Geistlicher, Bischof von Wichita
- Mary Carroll (* 1950), schwedische Übersetzungswissenschaftlerin
- Matt Carroll (* 1980), US-amerikanischer Basketballspieler
- Maureen Carroll (* 1953), kanadische Archäologin
- Mickey Carroll (1919–2009), US-amerikanischer Schauspieler
- Morris Carroll, US-amerikanischer Autorennfahrer

### N
- Nancy Carroll (Schauspielerin, 1903) (1903–1965), US-amerikanische Schauspielerin
- Nancy Carroll (Schauspielerin, 1974) (* 1974), britische Schauspielerin
- Nell Carroll (* 1904), britische Skirennläuferin
- Nkechi Okoro Carroll, US-amerikanische Drehbuchautorin und Fernsehproduzentin
- Noel Carroll (Leichtathlet) (1941–1998), irischer Leichtathlet
- Noël Carroll (Philosoph) (* 1947), US-amerikanischer Philosoph

### P
- Paddy Carroll (Patrick Joseph Carroll; 1903–1975), irischer Sportfunktionär
- Pat Carroll (Baseballspieler) (Patrick Caroll; 1853–1916), US-amerikanischer Baseballspieler
- Pat Carroll (Schauspielerin) (Patricia Caroll; 1927–2022), US-amerikanische Schauspielerin
- Pat Carroll (Sängerin) (* 1946), australische Popsängerin
- Patricia Carroll (1932–2017), britische Pianistin
- Patrick Carroll (* 1961), australischer Leichtathlet
- Patty Carroll (* 1946), US-amerikanische Fotografin
- Paul Carroll (* 1986), australischer Volleyballspieler
- Paul Vincent Carroll (1900–1968), irischer Dramatiker
- Pete Carroll (* 1951), US-amerikanischer American-Football-Trainer
- Peter James Carroll (* 1953), britischer Okkultist

### R
- Robert Carroll (Musiker) (um 1905–1952), US-amerikanischer Saxophonist
- Robert Lynn Carroll (1938–2020), US-amerikanischer Paläontologe
- Robert Todd Carroll (1945–2016), US-amerikanischer Philosoph
- Rocky Carroll (* 1963), US-amerikanischer Schauspieler
- Ron Carroll (* 1968), US-amerikanischer Sänger und DJ
- Ronnie Carroll (Ronald Cleghorn; 1934–2015), britischer Sänger und Politiker
- Rory Carroll (* 1972), irischer Journalist
- Roy Carroll (* 1977), nordirischer Fußballspieler

### S
- Sean B. Carroll (* 1960), US-amerikanischer Biologe und Genetiker
- Sean M. Carroll (* 1966), US-amerikanischer Kosmologe
- Sidney Carroll (1913–1988), US-amerikanischer Drehbuchautor
- Steven Carroll, US-amerikanischer Biathlet

### T
- Thomas James Carroll (* 1992), englischer Fußballspieler, siehe Tom Carroll
- Thomas King Carroll (1793–1873), US-amerikanischer Politiker
- Thomas L. Carroll, US-amerikanischer Physiker
- Timothy Carroll (Leichtathlet) (1888–1955), irischer Hoch- und Dreispringer
- Timothy Joseph Carroll (* 1940), irischer Geistlicher, Apostolischer Vikar von Kontagora
- Tonie Carroll (* 1976), australischer Rugbyspieler

### V
- Virginia Carroll (1913–2009), US-amerikanische Schauspielerin

### W
- Willard Carroll (* 1955), US-amerikanischer Regisseur, Drehbuchautor und Filmproduzent
- William Carroll (Politiker, 1788) (1788–1844), US-amerikanischer Politiker
- William Carroll (Politiker, 1872) (1872–1936), australischer Politiker
- William A. Carroll (1876–1928), US-amerikanischer Schauspieler
- William F. Carroll (1877–1944), kanadischer Jurist und Politiker
- William Henry Carroll (um 1810–1868), US-amerikanischer Brigadegeneral der Konföderierten
- William T. Carroll (1902–1992), US-amerikanischer Politiker